# 142 (szám)
A 142 (száznegyvenkettő) a 141 és 143 között található természetes szám.

## Matematika
Nincs egész megoldása a φ(x) = 142 egyenletnek.

## Csillagászat
NGC 142
spirálgalaxis a cet csillagképben, melyet 1886-ban fedezett fel Frank Müller.
142 Polana
Aszteroida, melyet Johann Palisa fedezett fel és nevezett el 1875. január 28-án Pólában. A település ma Horvátországban van, és horvát neve Pula.